# В. Давыдов и Голиаф
«В. Давыдов и Голиаф» — советский короткометражный юмористический кинофильм 1985 года. Название фильма пародирует имена Давида (небольшого роста) и Голиафа (огромного воина).
Фильм имеет подчёркнуто характерный юмор, внося свой вклад в борьбу с «несунами».

## Сюжет
В советское время школьники проходили практику на предприятиях, которые «брали шефство» над школами и другими учебными заведениями.
Герой фильма — школьник-хорошист Витя Давыдов (Саша Солдатов) — попадает на практику к вороватому рабочему по прозвищу Голиаф (Алексей Петренко). Голиаф собрал для себя на заводе электромотор и собирается приспособить его на своём приусадебном участке для полива огорода. Практикант-хорошист начинает мешать этому процессу.
В результате выходит как в поговорке: ты охотишься на тигра, не подозревая, что тигр охотится на тебя. Голиаф пытается унести «никому не нужный» мотор, а «художник» пытается ему в этом всячески помешать.

## Критика
В энциклопедии Кругосвет отмечается хорошая игра Алексея Петренко в короткометражке «В. Давыдов и Голиаф», роль Петренко характеризуется как «роль-маска».
В некрологе Алексея Петренко от издания Газета.ru отмечается его «острохарактерная роль вороватого рабочего по кличке Голиаф в умилительно-советской короткометражке», а номер Петренко в программе «Вокруг смеха» 1985 года называется «своего рода спин-оффом того самого «Давыдова и Голиафа»».

## В ролях
- Алексей Петренко — Голиаф
- Саша Солдатов — Витя Давыдов[4]
- Лев Лемке — врач здравпункта
- Алексей Зайцев — мастер
- Юрий Чернов — водитель самосвала
- Михаил Бочаров
- Михаил Бычков — бригадир
- Вячеслав Горбунчиков — бригадир
- Виктор Уральский — вахтёр на заводе
- Геннадий Кузнецов — эпизод

## Съёмочная группа
- Автор сценария: Александр Мостовой
- Режиссёр-постановщик: Геннадий Байсак
- Режиссёр: Т. Виноградова
- Оператор-постановщик: Валентин Халтурин
- Художник-постановщик: Лев Грудев
- Композитор: Игорь Ефремов
- Звукооператор: Валентин Матусевич
- Государственный симфонический оркестр кинематографии, дирижёр: Эмин Хачатурян